# Saye (Bassi)
Pour les articles homonymes, voir Saye.
Saye est une commune rurale située dans le département de Bassi de la province du Zondoma dans la région Nord au Burkina Faso.

## Géographie
Saye est situé à environ 3 km au sud de Bassi, le chef-lieu du département, et à environ 25 km au nord-est de Gourcy et de la route nationale 2 allant vers le nord-ouest du pays.

## Histoire
Le village de Saye est celui de naissance de l'homme politique, haut-fonctionnaire et ancien ministre Lassané Savadogo.

## Économie
L'économie et la réputation de la ville de Saye reposent sur l'activité artisanale des forgerons qui utilisent des « hauts-fourneaux ».
En octobre 2019, le projet national d'« éco-électrification dynamique » est lancé à Saye avec la construction d'une des cinq mini-centrales solaires photovoltaïaques (d'environ 100 kW chacune) pour l'électrification de la région financée par le consortium Vergnet Burkina et Sagemcom Energy & Telecom et mise en œuvre par la Société d’infrastructures collectives (SINCO) qui propose des abonnements au réseau basse-tension pour la population.

## Santé et éducation
Saye accueille un centre de santé et de promotion sociale (CSPS) tandis que le centre médical se trouve à Gourcy.